# Beatriz Barba Ahuatzin
Beatriz Barba Ahuatzin (Ciudad de México, 16 de septiembre de 1928-29 de enero de 2021), conocida como Beatriz Barba de Piña Chan o simplemente como Beatriz Barba, fue una arqueóloga mexicana (la séptima de su profesión titulada en su país, en 1956).  En 1965, fue fundadora del Museo Nacional de las Culturas. Fue pionera en el estudio de la historia de las religiones, de la magia y de la brujería. Creó el Seminario Permanente de Iconografía en la Dirección de Etnología y Antropología Social del Instituto Nacional de Antropología e Historia (INAH). Fue profesora emérita de la Escuela Nacional de Antropología e Historia (ENAH).

## Trayectoria
Profesora normalista egresada en 1954 de la Escuela Nacional de Maestros, en 1957 ingresó en la Escuela Nacional de Antropología e Historia (ENAH), entusiasmada con la idea de estudiar y conocer el cuerpo humano, con lo cual podría ayudar a sus alumnos de primaria, que sufrían en la columna vertebral los efectos causados por el mobiliario inadecuado. Ese fue el tema de su tesis.
Fue arqueóloga (1956) y etnóloga (1960) por la Escuela Nacional de Antropología e Historia, y maestra (1982) y doctora (1984) en ciencias antropológicas por la Universidad Nacional Autónoma de México. Fundó en 1965, con Julio César Olivé, el Museo Nacional de las Culturas, del que fue subdirectora.
Participó en las excavaciones arqueológicas en Tlapacoya, en Tlatilco y en el Valle de Guadalupe, Jalisco; investigó las clases sociales en el Distrito Federal, hoy Ciudad de México; participó en la planeación del Museo Nacional de Antropología, cuya sala de introducción diseñó. Investigadora del Instituto Nacional de Antropología e Historia, en 1986 estudió la problemática socioeconómica del pensamiento mágico en México. Se dedicó de 2002 a 2016 a la organización del acervo de Román Piña Chan.

## Publicaciones
Publicó, entre otros documentos:
- 2004: “Presentación de la Academia Mexicana de Ciencias Antropológicas”. En: Memorias N.º 1, 2002-2004, pp. 21-26. México.
- 2004: “Antropología del tabaco”. En: Revista ciencia de la AMC, Vol. 55, N.º 4, pp. 6-16. México.
- 2004: “Algunas formas iconográficas de la muerte en la época prehispánica” En Iconografía Mexicana V. Colección científica del INAH. N.º 460, pp. 87-129.
- 2005: “Encuentro y diálogo de museógrafos mexicanos”. Museo Nacional de las Culturas. CONACULTA-INAH. pp. 13-23.
- 2005: “La obra museológica del Dr. Jorge Angulo Villaseñor”. En: Iconografía Mexicana VI. DEAS-INAH. CD con No. ISBN 03-2005-082313202300-01
- 2005: “Palabras iniciales” En: Iconografía Mexicana VI. DEAS-INAH CD con NO. ISBN 03-2005-082313202300-01
- 2005: “Los elementos destructivos en la Leyenda de los Soles”. En, Iconografía Mexicana VI. DEAS-INAH. CD con No. ISBN 03-2005-082313202300-01
- 2006: “Las deidades femeninas en la creación quiche”. En, Las mujeres en Mesoamérica Prehispánica. México. Universidad Autónoma del Estado de México. Coordinado por la Dra. Ma. de Jesús Rodríguez Shadow. Pp. 59-70.
- 2006: “Las ciencias Sociales y las humanidades en el México de nuestros días”. En Revista Ciencia de la AMC. Vol. 57, No. 1. pp. 78-85
- Jorge González Camarena, Ma. Teresa Favela, Transcripciones de Conferencias Magistrales. Núm. 31, 2004. Seminario Permanente de Iconografía. DEAS-INAH (Coordinación de Publicaciones de Beatriz Barba de Piña Chán.). Publicación de 2 folletos de transcripciones de conferencias magistrales del seminario permanente de iconografía.

Los misterios de Xibalbá, inframundo Quiché. Transcripciones de Conferencias Magistrales Núm. 30, 2004, INAH.
- Atributos de dos diosas grecorromanas, de la Arq. Aída del Rocío Escalera de Audiffred. No. 33 de la serie. Antología de artículos de museología que se escogieron como bibliografía mínima para el Diplomado en Museología que se hizo en colaboración de la AMCA, A.C. y el Museo de El Carmen. El libro constó de 16 artículos publicados en diferentes libros y revistas especializadas.
- 2004: Introducción” Iconografía mexicana V: vida, muerte y transfiguración. Colección Científica del INAH. No. 460. pp 9-13, México.
- “Sobre el Simposio Internacional: Estrategies for Development of Indigenous People” en Diario de Campo, Boletín interno de los investigadores del área de Antropología Núm. 75, abril de 2005, México, INAH, pp. 85-87.